# Beverstedt
Beverstedt község Németországban, Alsó-Szászországban, a Cuxhaveni járásban. Lakosainak száma 13 694 fő (2023. december 31.).

## Földrajza
Beverstedt Axstedt és Holste községekkel határos.